# Raión de Chashniki
Chashniki (en bielorruso: Чашніцкі раён) es un raión o distrito de Bielorrusia, en la provincia (óblast) de Minsk. 
Comprende una superficie de 1481 km².
El centro administrativo es la ciudad de Chashniki.

## Demografía
Según estimación 2010 contaba con una población total de 35 043 habitantes.